# 松薩卡特
松薩卡特（西班牙語：Sonzacate），是薩爾瓦多的城鎮，位於該國西部，由松索納特省負責管轄，面積8.40平方公里，海拔高度250米，2007年人口25,005，人口密度每平方公里2,976.79人。
13°44′08″N 89°42′58″W / 13.73556°N 89.71611°W